# Bárbaro

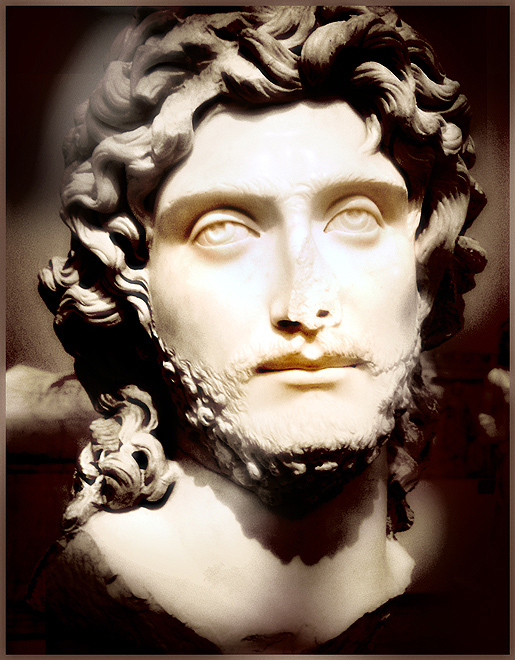
Cabeza de bárbaro. Museo de la Acrópolis de Atenas.

Se le conoce como bárbaro a un pueblo o persona que pertenece a una civilización ajena, a la cual se considera primitiva o carente de las cualidades consideradas normativas. Suele referirse a las etnias ajenas a la cultura grecorromana, o bien al conjunto de pueblos que invadieron el Imperio romano entre los siglos III y VII de nuestra era.
También puede aplicarse, en sentido figurado, a una persona excesivamente brutal o insensible a las artes y ciencias. Por extensión indica temeridad, desmesura o un desempeño fuera de lo común.  El término es un exónimo que procede del griego (βάρβαρος) y su traducción literal es «el que balbucea». Fue usado por los griegos para referirse a todos aquellos pueblos que no compartían su lengua y cultura; en ese sentido no siempre era peyorativo y no implicaba inferioridad cultural; por ejemplo el imperio aqueménida o la cultura egipcia eran bárbaras, pero en algunos aspectos podían ser ejemplares o superiores a la griega. Hasta su incoporación al Imperio romano, también los ciudadanos de Roma y los pueblos de Italia, excepto italiotas, eran considerados bárbaros.
A partir del Imperio romano, la forma latina del término, barbarus, se empleó para designar a aquellos pueblos que habitaban fuera de sus fronteras. En un primer momento bárbaro era aquel que no hablaba griego ni latín, las lenguas de cultura del Imperio, por lo que también había bárbaros en los dominios de Roma, como los íberos, los galos, los egipcios o los judíos. Con el tiempo su significado se restringió a los pueblos no sometidos, extranjeros. Los partos y persas sasánidas, aunque por arcaísmo eran llamados bárbaros, no se consideraban tales. En el Bajo Imperio los pueblos germánicos, godos, vándalos, burgundios, francos y lombardos, eran bábaros, pero también los ilirios, los sármatas, los alanos y los hunos.
En la Edad Moderna el término se recuperó para evocar a los pueblos que habían destruido el Imperio romano, pero sobre todo, durante la expansión colonial de Europa, para designar a los nativos de las tierras conquistadas, oponiéndolos a los europeos, cuya misión era llevarles la civilización occidental, considerada como el punto más elevado de la evolución cultural de la Humanidad. A partir de este uso, las primeras obras de etnología y antropología, especialmente Lewis Henry Morgan, emplearon el término «barbarie» para referirse a un estadio concreto de la evolución cultural de las sociedades humanas, intermedio entre el salvajismo y la civilización.

## Etimología
La palabra griega βάρβαρος (bárbaros) aparece por primera vez en el griego micénico como pa-pa-ro, escrito en escritura silábica lineal B, sin embargo el contexto no permite precisar su sentido. Homero no conoce el término, pero (Iliada 2.867)se refiere a los carios como βαρβαρόφωνος (barbaróphōnos), es decir «de habla incomprensible»; se ha sugerido que en el contexto no se refiere a gentes que hablaban una lengua no griega sino simplemente que hablaban mal el griego.
A partir del siglo V a. C. la palabra bárbaro designa a aquel que no comparte los elementos básicos de la cultura griega, a saber: la lengua, el culto de los Olímpicos y la organización en polis. La raíz, según los propios griegos, es una onomatopeya de βαρ-βαρ (bar-bar) en el sentido de incomprensible, como el español bla, bla. El sánscrito presenta un término similar, बर्बर  (barbara) que significa tanto «no ario» como «tonto». Esto ha llevado a postular una forma del protoindoeuropeo *balb- , *balbal- «trabado» que dio origen al latín balbus  «tartamudear», de donde el español «balbuceo». Este uso semántico  es análogo al árabe عَجَم  ( ʕajam) «no árabe»y por extensión «persa», de la raíz ع ج م  ( ʕ-jm ), que se refiere a personas que hablan con poca claridad, o al protoeslavo *němьcь  «alemán», de *němъ, «mudo».
Durante las guerras médicas, bárbaro se usó como sinónimo de persas o de los pueblos sometidos al imperio aqueménida, y φιλοβάβαρος, philobárbaros, amigo de los bárbaros para referirse a los griegos que apoyaban a los invasores persas de Jerjes.Los primeros logógrafos jónicos, como Hecateo y posteriormente Heródoto, difundieron el uso de bárbaro como una manera de referirse a todos aquellos que no eran helenos. Esta dicotomía fue rechazada explícitamente por Platón ( Político 262 d e) quien indicaba que la palabra bárbaro, por su carácter negativo, no daba cuenta de la especificidad de los pueblos ajenos a la cultura helénica; no obstante lo cual utilizó la expresión en alguna de sus epístolas.
En el mundo griego la distinción fue aceptada como evidente y Aristóteles destacó como principal diferencia entre griegos y bárbaros el hecho de que estos eran incapaces de vivir sin monarcas y desconocían la libertad.
En varias ocasiones, el término también fue utilizado por los griegos, especialmente los atenienses, para burlarse de otros pueblos griegos (como los epirotas, los eleos, los beocios y los hablantes de eólico) y también de otros compatriotas que simpatizaban con los extranjeros.También fue empleado para designar a los romanos.
Los romanos usaban la forma latina de la palabra: barbarus para quienes no eran griegos o romanos, en principio todos aquellos que no eran ciudadanos o no pertenecían a la cultura helénica, es decir los persas, egipcios, judíos, sirios, galos y cartagineses. Con el paso del tiempo se usó para los habitantes ajenos al Imperio.

## Los bárbaros en el mundo grecorromano
La imagen griega del «bárbaro» se desarrolló a partir del contacto con el imperio aqueménida, y los pueblos del Mediterráneo Oriental, y del desarrollo de la esclavitud de extranjeros, a medida que las polis prohibían la esclavitud por deudas. A partir de este período, palabras como barbarophonos , citada anteriormente de Homero, comenzaron a usarse no sólo para el sonido de una lengua extranjera sino también para los extranjeros que hablaban griego incorrectamente. En el idioma griego, la palabra logos expresaba tanto las nociones de "lenguaje" como de "razón", por lo que los grecoparlantes fácilmente mezclaban hablar mal con estupidez. El enfrentamiento con los persas sirvió para crear la idea del bárbaro como aquel que no podía vivir como un griego, ya que enajenaba su libertad a un soberano, y desconocía el imperio de la ley. El hecho de que la mayor parte de los esclavos fuesen de origen no griego, procedentes de las regiones ribereñas del Mar Negro como Tracia y Táurica (Crimea) o bien de Lidia, Frigia y Caria, hizo que pensadores como Aristóteles ( Política 1.2–7; 3.14) caracterizaran a los bárbaros como esclavos por naturaleza. Desde los orígenes clásicos el estereotipo helénico de la barbarie adquirió características precisas, a saber: los bárbaros son como niños, incapaces de hablar o razonar adecuadamente, cobardes, afeminados, lujosos, crueles, incapaces de controlar sus apetitos y deseos, políticamente incapaces de gobernarse a sí mismos. Autores como Isócrates, en el siglo IV a. C., abundaton en esta imagen para justificar su propuesta de una guerra de Grecia, unida, contra el mundo bárbaro, es decir, Persia. Sin embargo, esta imagen despectiva no fue la única;  los Jenofonte, por ejemplo, escribió la Ciropedia, un elogioso relato ficticio de Ciro el Grande, el fundador del Imperio Persa, como una reivindicación de la «sabiduría bárbara». 
El bárbaro es extraño no por la geografía, sino por la cultura. Esta idea fue transmitida a los romanos, primeramente vistos como bárbaros diferentes, quienes desde César adoptaron el término griego y lo utilizaron para referirse a los pueblos que rodeaban su propio mundo. Por tanto aunque cualquiera que no perteneciera a la esfera cultural grecorromana era calificado de barbarus, cualquiera que fuera su nivel de civilización, la palabra fue usada preferentemente para designar a los pueblos situados más allá del limes, imposibles de conquistar. César, en una famosa digresión de la guerra de las Galias, describe a los bárbaros como incapaces de comprender la civilización romana; inmodestos, con una religión poco desarrollada, bebedores de cerveza y consumidores de pan de centeno y grasa animal; es decir ajenos a los tres cultivos básicos del mundo mediterráneo, la viña, el trigo y el aceite de oliva. Durante el Imperio, los romanos, en especial después de las primeras incursiones germánicas en su territorio, comenzaron a percibir a los bárbaros como una amenaza. 

## Pueblos bárbaros

### Galos

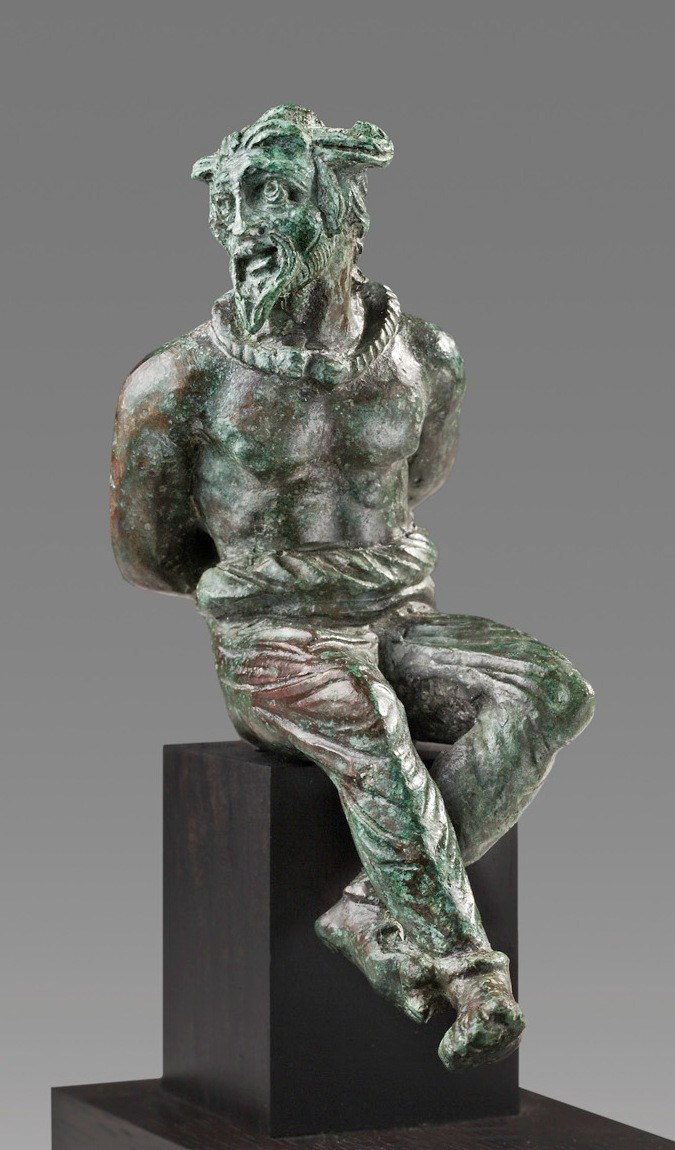
Estatuilla romana de bronce de un galo cautivo,

Galos era el nombre que los romanos dieron a los pueblos que habitaron lo que hoy es Francia, Bélgica, el oeste de Suiza y las zonas de Holanda y Alemania al oeste del Rin, así como una franja aún poco determinada de este último país, a la orilla derecha del río. El equivalente griego aproximado era Κελτοί (Keltoi). Tradicionalmente se denomina Galia a la región habitada por estos pueblos, pero el consenso académico es que las Galias, los autores latinos usaban el plural, era un conjunto de territorios donde la pertenencia a una etnia celta no era uniforma. Los romanos, conscientes de estas diferencias, distinguían entre la Galia Cisalpina (de este lado de los Alpes, vista desde Italia, y que correspondía a las actuales regiones de Piamonte y Lombardía, junto con la llanura padana) y la Transalpina (del otro lado de los Alpes); la cual, s su vez, estaba dividida en tres regiones independientes, como describe César en los Comentarios a la guerra de las Galias, y una sometida a Roma. Las tres primeras eran la Galia Bélgica (la más septentrional), la Galia Lugdunense, antes conocida como Comata o «Melenuda» (netamente celta) y la Galia Aquitania (con pueblos no del todo celtizados). La Galia del sur, integrada a la República Romana, era la Galia Narbonense, de población griega y celtoligur; al ser la primera en ser anexada al Estado romano como provincia, tomó el nombre de Provincia, más tarde Provenza.
Las tribus galas se agrupaban en pueblos o civitas, que podían aglutinar de 200 mil a 600 mil personas. Durante la conquista de Julio César en la Galia Comata fueron conquistadas unas 800 ciudades, con un millón de galos muertos y otro millón de prisioneros.

### Iberos

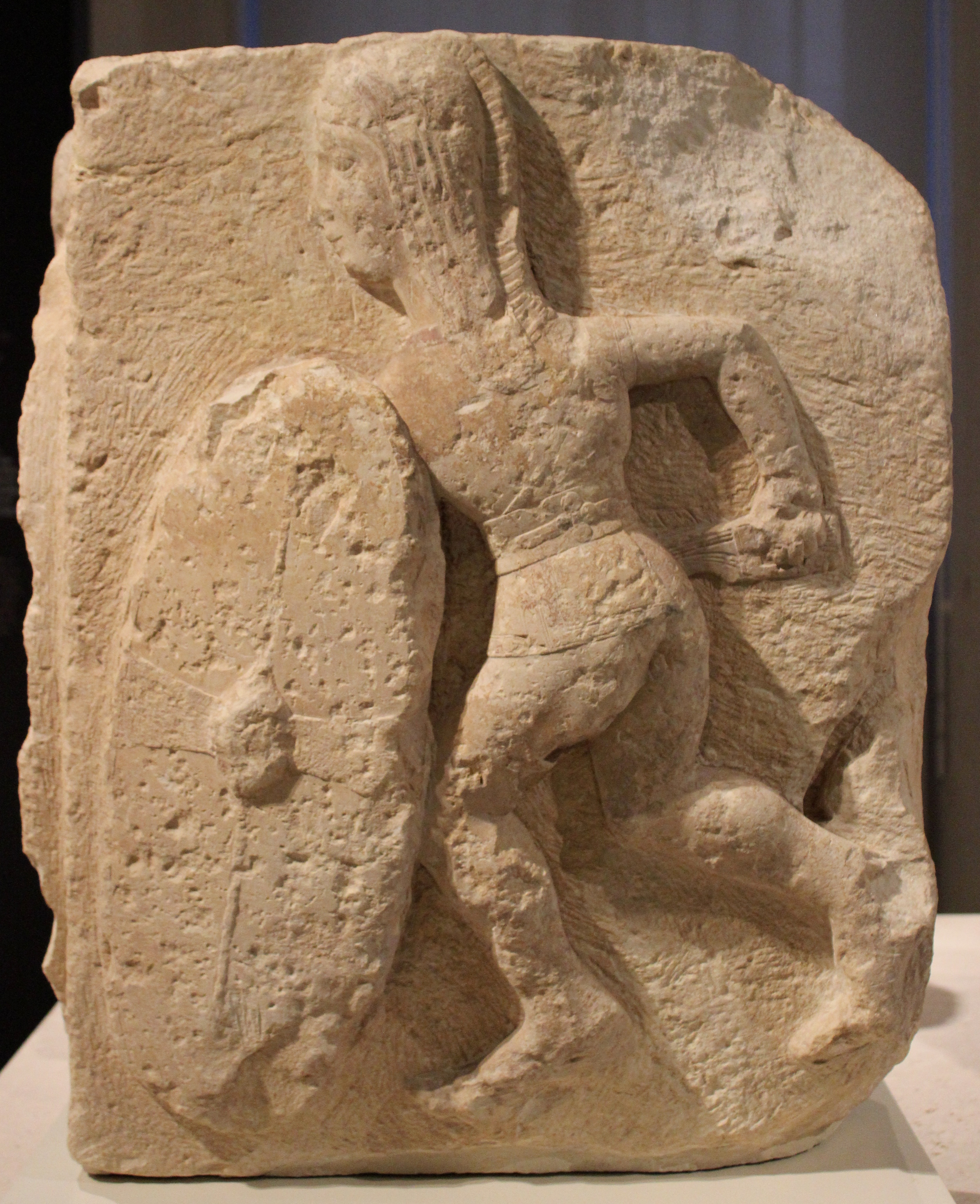
Guerrero ibero armado con falcata y escudo oval. Obra íbera, parte del Monumento A de Osuna.

Los iberos  o íberos fue como llamaron los antiguos escritores griegos a las gentes del levante y sur de la península ibérica para distinguirlos de los pueblos del interior, cuya cultura y costumbres eran diferentes. De estos pueblos escribieron Hecateo de Mileto, Heródoto, Estrabón o Rufo Festo Avieno, citándolos con estos nombres, al menos desde el siglo VI a. C.: elisices, sordones, ceretanos, airenosinos, andosinos, bergistanos, ausetanos, indigetes, castelani, lacetanos, layetanos, cossetanos, ilergetas, iacetanos, suessetanos, sedetanos, ilercavones, edetanos, contestanos, oretanos, bastetanos y turdetanos.

La mayor parte de los autores refieren que los iberos se llaman así justo por este río, pero no por aquel río que baña a los revoltosos vascones. Pues a toda la zona de este pueblo que se encuentra junto a tal río, en dirección occidente, se la denomina Iberia. Sin embargo el área oriental abarca a tartesios y cilbicenos.
Avieno, Ora maritima

Geográficamente, Estrabón y Apiano denominaron Iberia al territorio de la península ibérica.
Los ausetanos habitaron la Plana de Vich y sus alrededores con poblados fortificados localizados en lugares estratégicos. Tito Livio menciona el asedio de su capital, Ausa, por las tropas romanas de Cneo Cornelio Escipión y luego de un mes de sitio, la ciudad finalmente se rindió. En ese momento huye su caudillo Amusic y son obligados a pagar el tributo de 20 talentos.
Los ceretanos habitaban la parte central catalana, actualmente las comarcas de Alt, Baix Penedès, Garraf, Camp de Tarragona y probablemente una parte de Anoia. Conformaban pequeños asentamientos, muy cerca unos de otros, en un territorio mayoritariamente costero. Los autores Plinio, Polibio y Tito Livio se refieren brevemente a este territorio. Aquí tuvieron lugar los primeros enfrentamientos entre los romanos y los cartagineses y es el escenario de la victoria de Cneo Cornelio Escipión Calvo sobre Hanón en el año 218 a. C.
Los ilercavones controlaban el tramo final del río Ebro, aparentemente tendrían sus raíces en otro pueblo, los "ilaraugates" citados por el filósofo griego Hecateo de Mileto y que se dividieron en dos pueblos: los ilervavones, que eran de la costa, y los ilergetes. Su extensión fue desde la sierra de Almenara hasta el collado de Balaguer, ya en tierras tarraconenses. Hacia poniente penetraba, Ebro arriba, hasta la confluencia del Segre-Cinca con el río Ebro. Tuvieron una de las culturas más dinámicas gracias a su posición cercana al río Ebro.
Los ilergetes fueron uno de los pueblos más destacados, controlaban la actual comarca de Segriá, Noguera, Urgell, Garrigues y las tierras orientales de Aragón. Tenían tierras fértiles aptas para el cultivo, se sabe que acuñaron monedas con las leyendas Iltirtasalirban, Iltirtar o Iltirtaslirustin. Por Polibio y Tito Livio se sabe de su activa participación en las guerras romanas en Iberia, la segunda guerra púnica que en su revuelta contra los romanos fue encabezada por los jefes Indibil y Mandoni.
Los indigetes o indiketes habitaron el Empodà y la Selva según autores como Avieno, Ptolomeo Estrabón y Plinio el Viejo. La ciudad más importante era Indika y, ellos también acuñaron una moneda propia con la leyenda untikesken. En el año 195 a. C. el cónsul Catón el Viejo repimió con dureza a los pueblos íberos librando una gran batalla en tierras indigetes.
Los lacetanos estaban en el centro de Cataluña, en la comarca de Bages extendiéndose por Anoia, Solsonés y Segarra.
Los layetanos se establecieron en el macizo de Montnegre y el de Garraf, actuales Bajo Llobregat, el Barcelonés, el Vallés Occidental, el Vallés Oriental y el Maresme. Los han mencionado Estrabón, Gayo Plinio y Claudio Ptolomeo. Tenían grandes asentamientos y muchos poblados fortificados, también tierras agrarias en las zonas bajas, los restos arqueológicos también indican que fueron una sociedad jerarquizada, aristocrática y guerrera.
Los edetanos estaban localizados a lo largo de lo que hoy sería gran parte del territorio valenciano; ocupaba el sur de la provincia de Castellón y las dos terceras partes septentrionales de la provincia de Valencia. Sus límites fueron al norte el río Mijares (Udiva), al oeste las sierras de Javalambre y Gúdar y el valle del río Cabriel, al sur el río Júcar (Sucro) y al este el mar Mediterráneo, aunque no todos los autores coinciden en cuáles fueron los límites norte y oeste. Limitaban al norte con los Ilercavones, al noroeste con los Sedetanos, al oeste con los Olcades y al sur con los Contestanos. Su capital era Edeta, situada aproximadamente a medio kilómetro de la ciudad actual (Llíria). Por su altura y localización estratégica, fue un emplazamiento relevante, ya ocupado previamente en la Edad del Bronce. La ciudad de Valencia debe su nombre a este pueblo (Valentia Edetanorum).

### Iranios: sármatas y alanos
Los sármatas y los alanos son pueblos procedentes del Europa oriental que parecen pertenecer al grupo lingüístico iranio. En diversas ocasiones a partir del siglo III d. C. se enfrentaron militarmente a los romanos, llegando a la península ibérica en el siglo V d. C..

### Itálicos
Los itálicos entraron en la civilización griega cuando comenzó la expansión de estos por todo el Mediterráneo, y especialmente en la llamada Magna Grecia, cuyos habitantes eran conocidos como italiotas. Su mestizaje fue tan rápido y duradero que, itálicos y griegos, se unieron en una misma civilización: la romana; conservando los orientales el nombre de romanos una vez caído el Imperio occidental ante los señores feudales.

### Magnogermanos
Los germanos eran un grupo de pueblos indoeuropeos del norte de Europa, diferenciables del tronco eslavo más que por rasgos físicos por patrones culturales (la religión de los germanos era distinta a la de los eslavos, por poner un ejemplo). Practicaban la agricultura y la ganadería en los tiempos de paz y el saqueo en los de guerra. Varias de sus migraciones estuvieron influidas por escaseces asociadas a inclemencias climáticas como el frío, que los impulsaba a buscar temporalmente recursos faltantes en las regiones más al sur. El enfriamiento de las temperaturas, especialmente a partir del siglo V d. C. en toda Eurasia, favoreció migraciones masivas tanto en Europa como en Asia central.

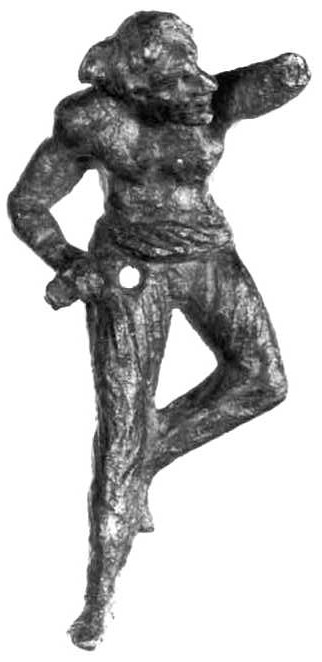
Estatuilla romana de bronce que representa a un guerrero germano de origen sueco, encontrado en Apt, Francia.

Según se recoge en los textos germanos primitivos y fuentes grecorromanas sobre los germanos, los hombres libres se dividían en nobles: eran los mejores guerreros y poseían grandes propiedades que las explotaban sus siervos, pudiendo dedicarse profesionalmente a la guerra, de entre ellos se elegía al jefe o caudillo; y los plebeyos: mayoritariamente artesanos y campesinos y combinaban su trabajo con la guerra, llegando algunos por esos méritos a ser nobles. Y finalmente los prisioneros de guerra, que eran sirvientes (de una forma más parecida al siervo feudal que al esclavo romano). Se desconoce si la servidumbre era o no hereditaria.
Las sociedades germánicas estaban organizadas de manera tribal y clánica, y su sistema de gobierno era el Consejo, conocido como el Thing, de los sacerdotes y los jefes militares, o el Allthing, reunión de todos los miembros del clan. El Allthing elegía a los jefes, que tomaban las decisiones en los Things menores.
Todos los delitos eran juzgados a instancias de parte, dado que sin denuncia no había delito. Carecían completamente de fuerzas policiales o militares estables, sus ejércitos solían ser mercenarios al servicio de un rey que prometía una parte del botín. Por ello, los juicios se hacían en tribunales adhoc, resultando generalmente en una compensación material (verghel) o en los casos más graves en exilio o ejecución. La noción de cárcel o trabajo forzado era absolutamente desconocida para los germanos.
Sus tradiciones religiosas y sus leyendas eran politeístas y basadas en la naturaleza (al igual que la mayoría de las creencias paganas), reconociendo diversas clases de seres sobrenaturales:
- los Æsir, dioses generalmente guerreros entre los cuales destacaba Odín. (fonéticamente Wodan, Wotan, Woden, dependiendo del dialecto, el Odín del español viene de la variante gótica Oden), dios al que se representa tuerto, con un cuervo en cada hombro, una lanza y las runas entre las manos.
- Thor, dios de la Fuerza y el Trueno, al que se representa con un martillo.
- Tyr, dios de la guerra y la justicia.
- Los Vanir, dioses de la agricultura, la fertilidad y todo aquello no relacionado con la guerra.
- Las Nornas, diosas del conocimiento y el destino.
- Los seres sobrenaturales menores, como podían ser los elfos, los gigantes, los enanos y todas las criaturas fantásticas de raíz germana que conocemos por la literatura.

Su estructura familiar conocía una patria potestad bastante rígida, y podían practicarse indistintamente la poligamia y la monogamia, aunque la baja densidad de población hacía que se tendiera hacia esta última. Al final, eso dependía de los usos tribales.
Los pueblos germánicos pueden agruparse en dos bloques:
- La teutónica (germánica, con los francos, junto al río Rin, sajones, entre el mar del Norte, el Rin y el Elba; Suevos afincados junto a este último río, al norte de ellos los anglos; los longobardos; entre el Oder y el Vístula, los burgundios y los vándalos.
- La gótica, con los visigodos y ostrogodos. Estos pueblos se habían ido infiltrando en el Imperio, que dio entrada a muchos individuos, primero en los cuerpos auxiliares del ejército y luego en las mismas legiones, ya como ciudadanos romanos.

Los pueblos teutónicos hablaban lenguas germánicas occidentales en su mayoría, excepto los burgundios y vándalos que hablaban lenguas germánicas orientales al igual que los godos (visigodos y ostrogodos). Finalmente los pueblos germánicos de Escandinavia formarían un tercer grupo lingüístico, el grupo germánico septentrional, cuyas migraciones hacia el sur de Europa se producirían siglos después de la desaparición del imperio romano de Occidente. Al despoblarse los campos, también fueron asentados en ellos como colonos. Después viene el período de las invasiones, siendo de las más terribles la de suevos, vándalos y alanos (405), y la de los visigodos, que entraron en Italia acaudillados por Alárico (410).
A la península ibérica solo llegaron representantes de la raza germánica tanto gótica como teutónica o escita, es decir, los visigodos, suevos, los alanos, vándalos y hérulos. En Aragón, la época de la invasión de los bárbaros se extiende desde el año 409 al 466, en que Eurico agregó a sus tropas los ostrogodos y tomó el título de Rey.
En el año 406 tuvo lugar la invasión de los bárbaros en el Imperio de Occidente. Durante tres años saquearon las Galias y en el año 409 invadieron Hispania (1).
Se convirtieron en señores de guerra (en esa época, señores feudales).

#### Cimbrios, teutones y ambrones
Los primeros pueblos que procedentes del norte de Europa que supusieron una amenaza militar importante para los antiguos romanos fueron un conjunto de tres pueblos alidados: cimbrios, teutones y ambrones. Estos pueblos emprendieron una emigración a finales del siglo II a. C. desde su región de origen en Jutlandia hacia Galia e Hispania.

#### Los francos
La palabra franco (Frank o Francus) significa «libre» en el lenguaje franco, ya que los francos no estaban dominados por el Imperio romano ni por ningún otro pueblo. Dado que la raíz frank no pertenece a la lengua germánica primitiva, se piensa también que podría derivar de frei-rancken (libere vacantes) que significa libres viajeros.
Los francos fueron los únicos que crearon una obra durable entre todos los germanos, y los que adoptaron con mayor facilidad los beneficios que provenían de la civilización romana. Así se los describe:

Llevaban los cabellos, que eran de un rubio rojizo, abollonados y atados encima de la frente formando un a modo de penacho que caía hacia atrás cual cola de caballo. Llevaban la cara completamente rasurada a excepción del espeso bigote, cuyas largas guías les calan a cada lado de la boca. Llevaban una especie de ropón de lienzo ceñido al cuerpo con un ancho cinturón del que pendía la espada, y les cubría los brazos".
Agustín Thieri.

Continua la descripción diciendo que como arma preferida utilizaban el hacha, sea de uno o dos cortes, con mango corto y hierro grueso y pesado, que arrojaban al inicio de las batallas y raramente erraban un blanco.

#### Los visigodos

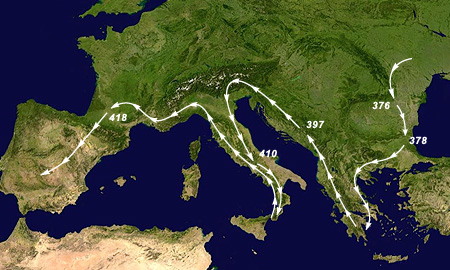
Migraciones del pueblo visigodo.

Los visigodos o "godos ilustres" (en alemán Westgoten o Wisigoten o Terwingen) ingresaron en el Imperio Romano tardío y eran la rama occidental de los pueblos godos. Estaban conformados por diversos pueblos hérulos, rugios, lemovios, esciros, helvecones, sidenios, turcilingos, gépidos, vándalos y otros.
Al caer el Imperio Romano de occidente, los visigodos se convirtieron en señores de guerra y se establecieron en Toulouse, al sur de Francia, con un "reino" (o república oligárquica, al estilo de las polis griegas, que mezclaban monarquía y república aristocrática) que abarcaba también gran parte de Hispania. Su organización se sustentaba en el derecho germánico con la Asamblea de hombres libres como institución principal con una monarquía electiva. Su inestabilidad política se produjo luego de reiterados intentos de tener una monarquía absoluta y tras la invasión musulmana en el año 711 produjo el derrumbamiento del reino visigodo.

#### Los anglos, jutos y sajones
Los anglos, jutos y sajones procedían de las costas del Mar del Norte que van desde el norte de Holanda hasta la actual Dinamarca. Entre los siglos V y VI invadieron la isla de Gran Bretaña, masacraron a los nativos y formaron sus propios señoríos.

## Bárbaros de otras regiones

### Norte de África
Los pueblos del norte de África también fueron catalogados (que no llamados) como bárbaros; sin embargo la palabra bereber fue usada por los árabes para referirse a los pueblos de lengua bereber que habitaban las tierras desde el oeste de Egipto hasta Marruecos, llamadas Berbería y unificadas en la provincia Mauritania Tingitana, pero obviamente no guarda relación con el término griego "barbaroi" ni tampoco con los pueblos de estrato céltico. A menudo se tiende a confundir "bereber" (de Berbería) erróneamente con "bárbaro" ("extranjero" y también "incivilizado" a posteriori).

### América
Fuera de Europa otros pueblos usaron la misma metáfora de 'el que balbucea' a pueblos que hablaban lenguas diferentes de la suya y que consideraban culturalmente inferiores, así los aztecas llamaron popolucas (< pol-pol-) a varios pueblos diferentes y sin relación entre sí que no hablaban náhuatl y los aztecas consideraban inferiores o enemigos.
En Mesoamérica, la civilización azteca usaba la palabra chichimeca para denominar a un grupo de tribus de cazadores nómadas que vivían en las afueras del imperio de la Triple Alianza, en el norte de lo que es ahora México. Estos nómadas eran vistos como gente primitiva por los aztecas. Uno de los significados que se le atribuyen a la palabra "Chichimeca" es "gente perro".
En América del Sur, la civilización quechua (y específicamente su mayor construcción política, el Tahuantinsuyo) usaban el término puruma auca para toda la gente que no vivía bajo las leyes de su imperio (ver promaucaes), en tanto que a los wichís los denominaban peyorativamente matacos, nombre en quechua del quirquincho bola; y a los avá guaraníes los llamaban chiriwanu (convertido al castellano, chiriguanos), que significa 'excremento frío'. MIentras los collas llamaban indistintamente a todas las gentes de la selva "chunchus" identificandolos por el uso de arcos y andar casi semidesnudos que generalmente hacían incurciones para capturar gente (canibalismo) y robar mujeres, desde las fronteras del tawantinsuyu, el collasuyu al sur en el reino aimara de los charcas en la actual capital de Bolivia sucre-chuquisaca.
En región circumamazónica, los pueblos arawak usan el exónimo peyorativo "maku", "makú" o "maco" para referirse a pueblos cazadores-recolectores de la región que hablan lenguas no relacionadas con la suya. Este exónimo proviene de la forma arawak ma-áku 'no habla' o 'sin lengua'. Entre los pueblos vecinos de los arawak que fueron designados por este exónimo están los maco (wirö), maku (boroa) y makú (nɨkâk)).

### Imperio chino
Las fuentes chinas antiguas también están plagadas de ejemplos de sinocentrismo en que se contrapone el imperio chino como una región civilizada y privilegiada frente a la cultura de pueblos nómadas y seminómadas que habitaban regiones adyacentes, frecuentemente tratados despectivamente en las fuentes chinas. Entre los pueblos no chinos a los que se enfrentó el imperio chino los primeros que se citan son los quanrong, y posteriormente los xiongnu que eran pueblos posiblemente mongólicos o túrquicos. Posteriormente las fuentes hablan de los xianbei que con mayor seguridad pueden identificarse con la  etnia mongol.